# Pena di morte in Corea del Nord
La pena di morte in Corea del Nord è prevista per taluni reati.
Ufficialmente, le fattispecie di reato passibili di pena di morte sono 5: Complotti contro la sovranità dello Stato, terrorismo, alto tradimento contro la patria da parte di cittadini, alto tradimento nei confronti della popolazione, omicidio.
La realtà è tuttavia molto diversa, perché la pena di morte è praticata sistematicamente e su vasta scala in moltissimi casi. Non si conosce il numero esatto di esecuzioni annuali, perché è segreto di Stato; peraltro esse non sono mai riportate dai mezzi di comunicazione locali, strettamente controllati dal governo.
Ricorrentissime sono le esecuzioni pubbliche. Uno dei casi più frequenti è la punizione per tentata fuga all'estero (nella quasi totalità dei casi, Cina o Corea del Sud). Ad esempio, si ha notizia di 15 persone giustiziate per aver tentato di raggiungere la Cina.
Si stima che i detenuti politici attualmente siano compresi tra i 150 000 e i 200 000.
Prigionieri e guardie scappati da questi luoghi li descrivono come veri e propri campi di concentramento, con alte percentuali di detenuti morti ogni anno.
A Yodok, per esempio, sono frequenti le esecuzioni sommarie dinanzi agli altri detenuti. Chi non sopporta la vista dell'esecuzione (spesso tramite fucilazione) e protesta viene ucciso. Chi tenta di fuggire o viola le regole del campo (per esempio per aver rubato cibo) è sempre punito con la morte. Inoltre, spesso i detenuti sono costretti, appositamente, a lavori impossibili, in modo tale da poterli punire e diminuire la loro razione di cibo, condannandoli alla morte per fame. Chi viene rilasciato, è condannato a morte se rivela i segreti del campo.
Come testimoniato da altri prigionieri e guardie, simili situazioni si ripropongono anche negli altri campi per prigionieri politici. Sui campi di rieducazione, invece, le informazioni sono meno precise.
È evidente, in ogni caso, come le esecuzioni siano decine, o peggio centinaia all'anno, a causa della loro sistematica frequenza e soprattutto dei futili motivi per cui sono comminate. Nel campo di Kaechon una bambina di 6 anni è stata uccisa per aver rubato 5 chicchi di grano. Ciò prova, insieme a numerosi altri casi resi noti dai pochi testimoni, che siano normali anche le esecuzioni di minori.
Più recentemente, la pena di morte o la condanna ai lavori forzati sono state minacciate a chi utilizzi il cellulare, specie in pubblico, nel periodo di lutto successivo alla morte del dittatore Kim Jong-il, avvenuta il 17 dicembre 2011. Tale periodo dura 100 giorni a decorrere dal 17 dicembre, ed in questo lasso di tempo l'uso del cellulare è considerato crimine di guerra. L'intento è quello di evitare il diffondersi all'estero di notizie destabilizzanti, in un momento delicato per il regime.